# Дымковская 1-я
Дымковская 1-я — опустевшая деревня в Вельском районе Архангельской области. Входит в состав   Муниципального образования «Хозьминское».

## География
Деревня расположена в южной части Архангельской области, в таёжной зоне, в пределах северной части Русской равнины, в 47 километрах на северо-запад от города Вельска, на правом берегу реки Семженьга притока Вели. Ближайшие населённые пункты: на севере нежилые деревни Быковская и Якушевская.
Часовой пояс
Дымковская 1-я, как и вся Архангельская область, находится в часовой зоне МСК (московское время). Смещение применяемого времени относительно UTC составляет +3:00.

## Население
| 2002 | 2010 | 2012 | 2014 |
| ---- | ---- | ---- | ---- |
| 0    | →0   | →0   | →0   |

## История
Указана в «Списке населённых мест по сведениям 1859 года» в составе Вельского уезда(1-го стана) Вологодской губернии под номером «2235» как «Дымковское(Верхняя)». Насчитывала 16 дворов, 43 жителя мужского пола и 73 женского.
В материалах оценочно-статистического исследования земель Вельского уезда упомянуто, что в 1900 году в административном отношении деревня входила в состав Хозьминского сельского общества Есютинской волости. На момент переписи в селении Дымковская (Верхняя) находилось 64 хозяйства, в которых проживало 56 жителей мужского пола и 60 женского.
В деревне находилась часовня, приписанная к приходу Хозминской Благовещенской церкви.